# Kohei Usui
Kohei Usui (jap. 臼井 幸平 Usui Kohei; ur. 16 lipca 1979) – japoński piłkarz występujący na pozycji obrońcy.

## Kariera klubowa
Od 1998 do 2012 roku występował w klubach Shonan Bellmare, Yokohama FC, Montedio Yamagata i Tochigi SC.